# Decimus Velius Rufus
Decimus Velius Rufus war ein im 2. Jahrhundert n. Chr. lebender Angehöriger des römischen Senatorenstandes.
Durch mehrere Militärdiplome, die auf den 23. März 178 datiert sind, ist belegt, dass Rufus 178 zusammen mit Servius Scipio Orfitus ordentlicher Konsul war. Die beiden Konsuln sind auch durch zahlreiche Inschriften belegt. Während ihres Konsulats wurde das Senatus consultum Orfitianum erlassen.
Aufgrund eines Ziegelstempels wird angenommen, dass Iulianus ein weiteres Cognomen von Rufus war, so dass sein vollständiger Name möglicherweise Decimus Velius Rufus Iulianus lautete.
Rufus wurde im Jahr 183 hingerichtet während der Herrschaft des Kaisers Commodus.